# Rudolf Jacobi
Rudolf Ewald Otto Jacobi (ur. 14 lipca 1910 w Arnstadt, zm. 29 lipca 1974 w Hattingen) – zbrodniarz nazistowski, członek załogi niemieckich obozów koncentracyjnych Buchenwald i Mittelbau-Dora oraz SS-Hauptscharführer.
Członek załogi Mittelbau-Dora (Nordhausen) (do 1 października 1944 był to podobóz Buchenwaldu) od września 1943 do kwietnia 1945. Kierował budową baraków obozowych i stolarnią w obozie głównym. Jacobi maltretował więźniów za drobne przewinienia. Zamordował wielu więźniów kijem, pałką czy biczem.
Rudolf Jacobi został osądzony po zakończeniu wojny przez amerykański Trybunał Wojskowy w Dachau w procesie załogi Mittelbau-Dora (US vs. Kurt Andrae i inni). Za swoje zbrodnie skazany został na karę dożywotniego pozbawienia wolności.